# Karosárna Uhlík
Karosárna Uhlík (Nová karosárna O. Uhlík, továrna karoserií Praha Strašnice) je bývalý průmyslový areál v Praze v ulici Úvalská.

## Historie
Výrobce automobilových karoserií Oldřich Uhlík založil se dvěma společníky svůj první podnik v Holešovicích na rohu ulic Plynární a Argentinská. Později svůj podíl ve firmě svým společníkům prodal a roku 1927 založil novou firmu ve Strašnicích v Úvalské ulici. Stavbu výrobny zadal firmě Ladislava Betky a Václava Hlaváče. Areál tvořila administrativní část při ulici Úvalská a budovy karosárny, strojovny, lakovny a skladišť, zastřešené železobetonovou konstrukcí a rozmístěné kolem velkého manipulačního dvora.
Ve třicátých letech podnik patřil mezi tři nejlepší v Československu, spolu vysokomýtským Sodomkou a vrchlabským Peterou. Přitom Uhlíkovy kreace byly považovány za nejelegantnější a získaly řady ocenění na domácích i zahraničních přehlídkách (Concours d'Elegance).
Karosárna vyráběla zakázkové karoserie na podvozcích československých i zahraničních výrobců. Patřily mezi ně i takové prestižní značky jako Bugatti nebo Rolls-Royce. Roku 1947 uzavřel smlouvu na výrobu karoserií pro britského výrobce sportovních vozů Donalda Healeyho.

### Zánik
Po znárodnění karosárny areál používal n.p. Praga a později n.p. Karosa. Oldřich Uhlík byl vystěhován do Chřibské u Děčína a zároveň mu byla zrušena nájemní smlouva na byt v pražské Mrštíkově ulici.
Po sametové revoluci získala Uhlíkova rodina v restituci karosárnu zpět.